# Rosa carolina
Rosa carolina, hay hoa hồng Carolina, hoa hồng đồng cỏ, là một loài thực vật có hoa nằm trong họ Hoa hồng (Rosaceae). Loài này được Carl Linnaeus miêu tả khoa học đầu tiên vào năm 1753.
Là một loài hoa hồng bản địa của miền đông Bắc Mỹ, nó có thể được tìm thấy ở hầu hết các tiểu bang của Mỹ và các tỉnh bang của Canada nằm về phía đông của Đại Bình nguyên Bắc Mỹ.
Nó thường xuyên được tìm thấy trong khắp vùng phân bố của mình và sinh trưởng trong rất nhiều môi trường sống, từ bụi cây và rừng thưa cho đến vệ đường và dọc các đường ray xe lửa.

## Mô tả
Thân có gai thẳng, hình mũi kim. Chính đặc điểm này giúp phân biệt Rosa carolina với các loài rất giống nó như Rosa palustris hay Rosa virginiana, là những loài có gai cong. Những bông hoa thơm ngào ngạt của nó thường nở vào đầu mùa hè và có màu hồng nhạt.

## Hình ảnh

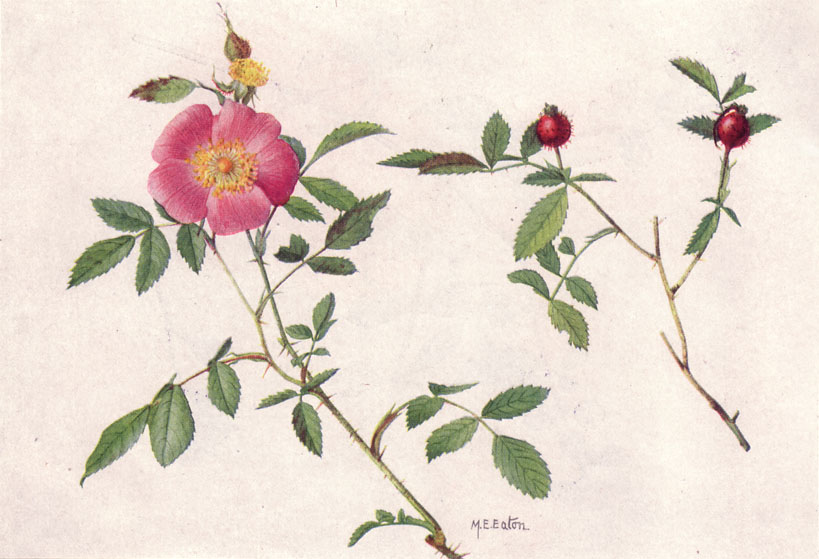
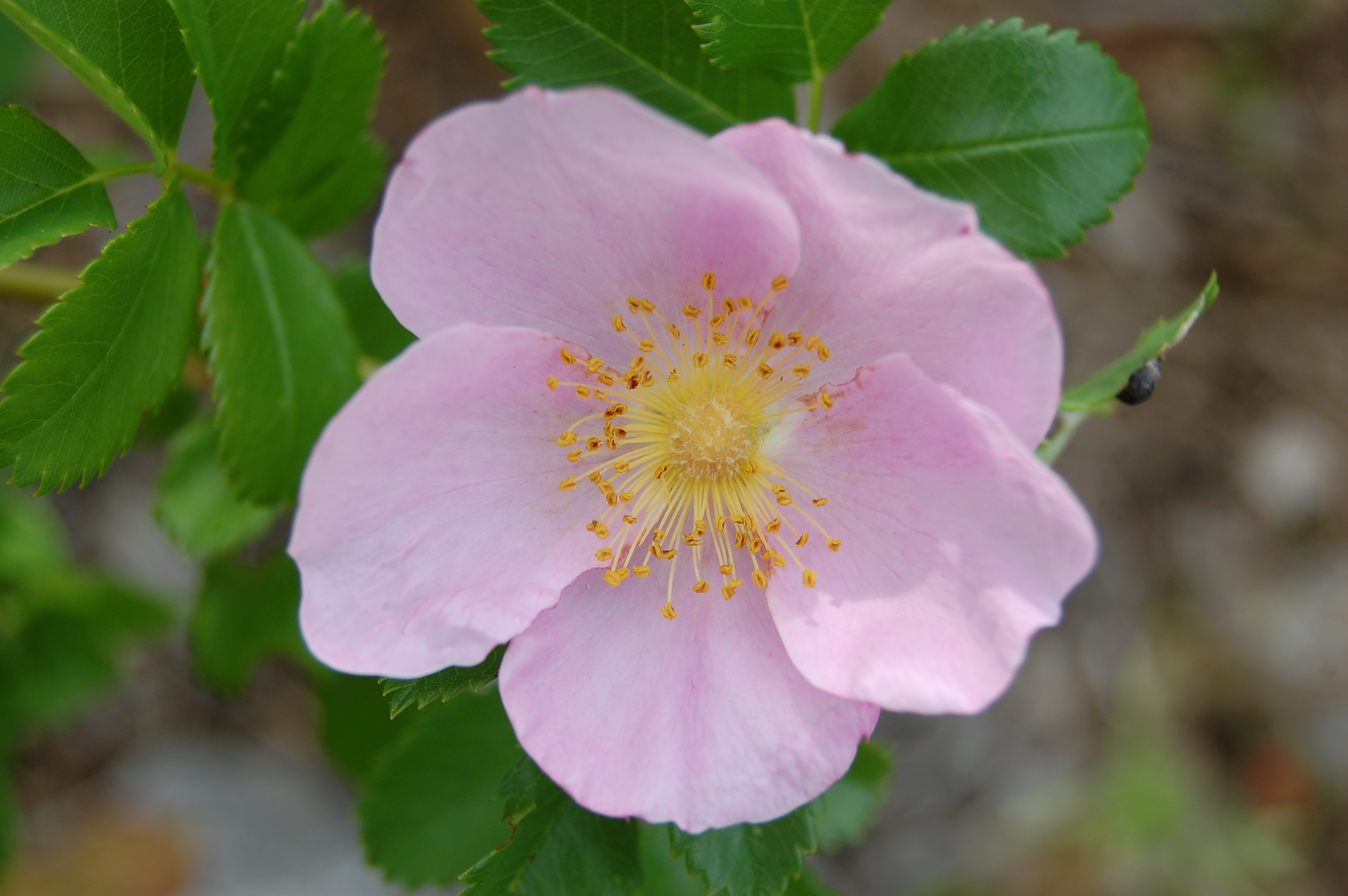
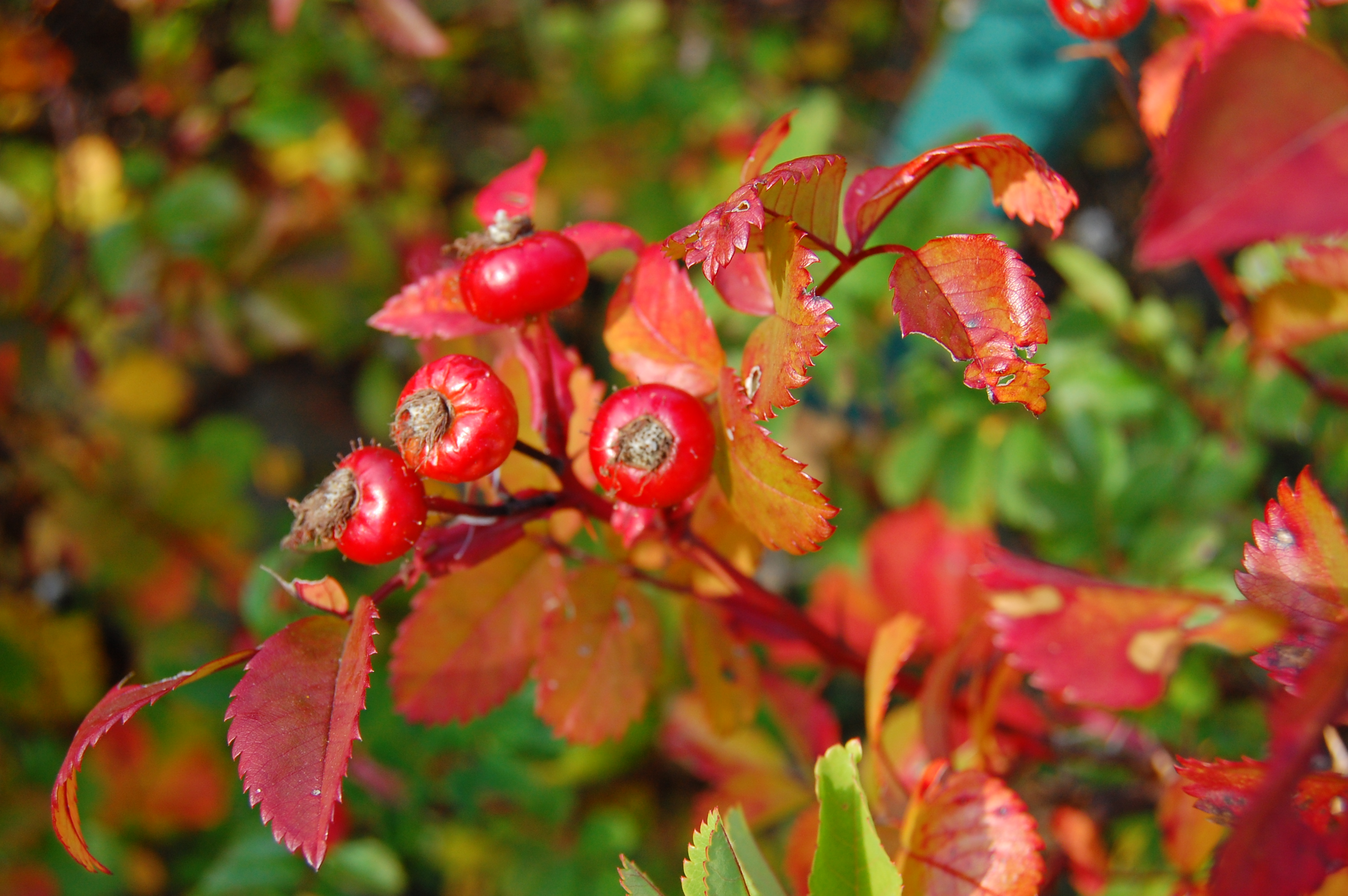
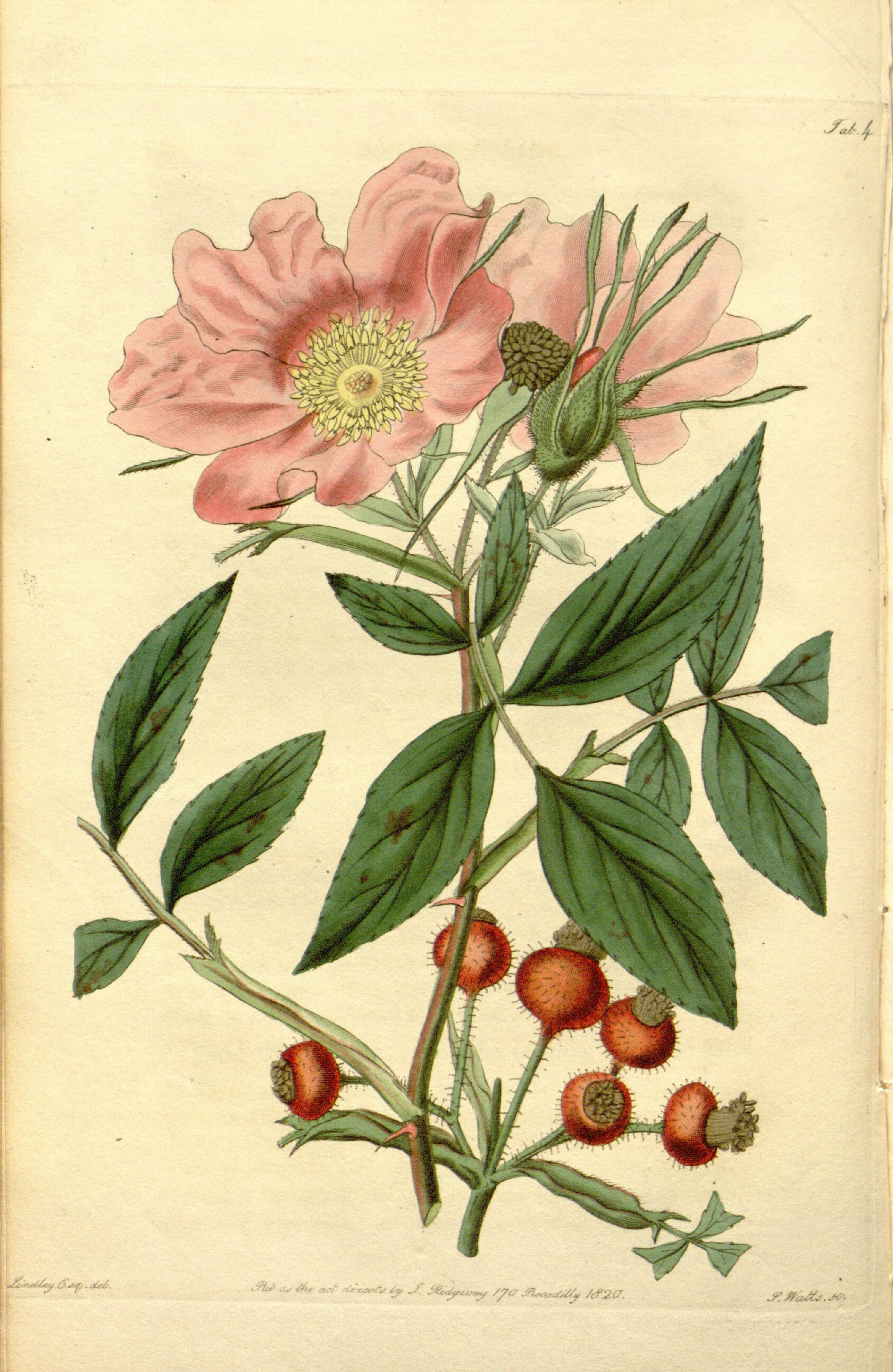